# Rennesøy
Rennesøy – norweskie miasto i gmina leżąca w regionie Rogaland.
Rennesøy jest 412. norweską gminą pod względem powierzchni.

## Demografia
Według danych z roku 2005 gminę zamieszkuje 3350 osób. Gęstość zaludnienia wynosi 51,3 os./km². Pod względem zaludnienia Rennesøy zajmuje 253. miejsce wśród norweskich gmin.
| ludność stan na 1 stycznia 2005 |         |           |       |
|                                 | kobiety | mężczyźni | razem |
| osób                            | 1733    | 1617      | 3350  |
| %                               | 51,73%  | 48,27%    | 100%  |

| wykształcenie stan na 1 października 2004 |        |         |        |        |
|                                           | podst. | średnie | wyższe | niezn. |
| osób                                      | 437    | 1562    | 405    | 48     |
| %                                         | 17,82% | 63,7%   | 16,52% | 1,96%  |

## Edukacja
Według danych z 1 października 2004:
- liczba szkół podstawowych (norw. grunnskolar): 3
- liczba uczniów szkół podstawowych: 591

## Władze gminy
Według danych na rok 2011 administratorem gminy (norw. rådmann) jest Knut Underbakke, natomiast burmistrzem (norw. ordfører, d. borgermester) jest Ommund Vareberg.